# Werner Bader
Werner Bader (* 4. März 1922 in Haidemühl, Kreis Spremberg; † 4. Oktober 2014) war ein deutscher Journalist und Autor.

## Werdegang
Bader wurde als jüngster von drei Brüdern als Sohn eines Wiegemeisters in der Brikettfabrik geboren. Als Stipendiat legte er das Abitur in Drossen/Neumark ab. Im Zweiten Weltkrieg diente er als Pilot eines Kampfgeschwaders bei der Luftwaffe. Von 1945 bis 1950 studierte er Geschichte, Zeitungswissenschaft und Slawistik an der Humboldt-Universität, ab 1948 an der Freien Universität in Berlin.
Noch während des Studiums begann er 1946 journalistisch zu arbeiten. Er berichtete u. a. für den Kurier vom Gründungsparteitag der SED, leitete 1948/49 das Berliner Büro des Spiegel und war von 1949 vier Jahre Redakteur der Neuen Zeitung. 1953 ging er zum späteren Sender Freies Berlin.
1957 verließ er Berlin, wurde 1958 in Köln Chef vom Dienst in der Nachrichtenredaktion der Deutschen Welle und wurde dort 1968 zum Leiter des deutschen Programms berufen, was er bis zum Eintritt ins Rentenalter 1987 blieb.
Von Köln aus entfaltete Werner Bader eine Fülle von kulturpolitischen Aktivitäten. 1973 war er Mitbegründer und Präsident der Internationalen Assoziation deutschsprachiger Medien (IADM). In Solingen schuf er 1977 die heute noch existierende Zentralstelle für den deutschsprachigen Chorgesang in der Welt. Er war auch Mitglied der Bonner Stiftung Ostdeutscher Kulturrat, deren Vorstand er von 1972 bis 2005 angehörte.
Auch in seiner Landsmannschaft Berlin-Mark Brandenburg wurde er aktiv, seit 1985 als deren Bundessprecher und Vorsitzender des Stiftungsrates der „Stiftung Brandenburg“. Hier war er 1998 wesentlich an der  Errichtung ihres „Hauses Brandenburg“ in Fürstenwalde/Spree beteiligt. 1999 musste er jedoch wegen Kontroversen seine Funktionen innerhalb der Landsmannschaft aufgeben.
Nach der politischen Wende in Ostdeutschland zog er in das 1786 von Christoph Philipp Gerhard von Bredow erbaut Gutshaus in Görne (Landkreis Havelland, Brandenburg) um und war daneben ehrenamtlicher Stadtschreiber von Spremberg.
Bader wurde Vorsitzender des „Kulturfördervereins Mark Brandenburg“ und der Initiative „Märkische Dichterstraße“. Er ist Nachlassverwalter von Gustav Büchsenschütz.
Im Jahr 2010 erhielt Bader den Verdienstorden des Landes Brandenburg und im Jahr 2012 das Große Bundesverdienstkreuz mit Stern, nachdem er in den Jahren 1982, 1987 und 1993 die vorherigen Stufen erhielt.
Bader verstarb im Alter von 92 Jahren am 4. Oktober 2014.

## Werke
- Kampfgruppen – die Spezialtruppe der SED für den Bürgerkrieg. Köln 1964 (Dokumentation)
- Geborgter Glanz – Flüchtlinge im eigenen Land. Organisationen u. ihr Selbstverständnis. Berlin 1979
- Steige hoch, du roter Adler: Welthits aus märkischem Sand. Berlin/Bonn 1988, 4. Aufl. 2009
- Pionier Klinke. Tat und Legende. Berlin/Bonn 1992
- Die Landsmannschaft Berlin – Mark Brandenburg. Norderstedt 2011 (Books on Demand)
- Andreas Kitschke: Kirchen des Havellandes. Berlin 2011 (Hrsg. mit Ingrid Bargel)